# آتش زیر خاکستر (فیلم ۱۹۵۷)
آتش زیر خاکستر (انگلیسی: Fire Down Below) یک فیلم درام، عاشقانه و ماجراجویی محصول سال ۱۹۵۷با فیلمنامه‌ای نوشته ایروین شاو، با بازی ریتا هیورث، رابرت میچام و جک لمون و کارگردانی رابرت پریش است. این فیلم بر اساس رمان ۱۹۵۴ مکس کاتتو با همین عنوان، توسط وارویک فیلمز ساخته شد و توسط کلمبیا پیکچرز منتشر شد.
این فیلم باید ۵ میلیون و ۵۰۰ هزار دلار می‌فروخت تا موفقیت مالی‌اش را تثبیت کند، ولی تا اکتبر ۱۹۵۷ فقط ۷۵۰ هزار دلار درآمد داشت. این شکست مالی باعث شد که کمپانی سازنده تولید خود را کاهش دهد.